# Eisernes Kreuz am weißen Bande

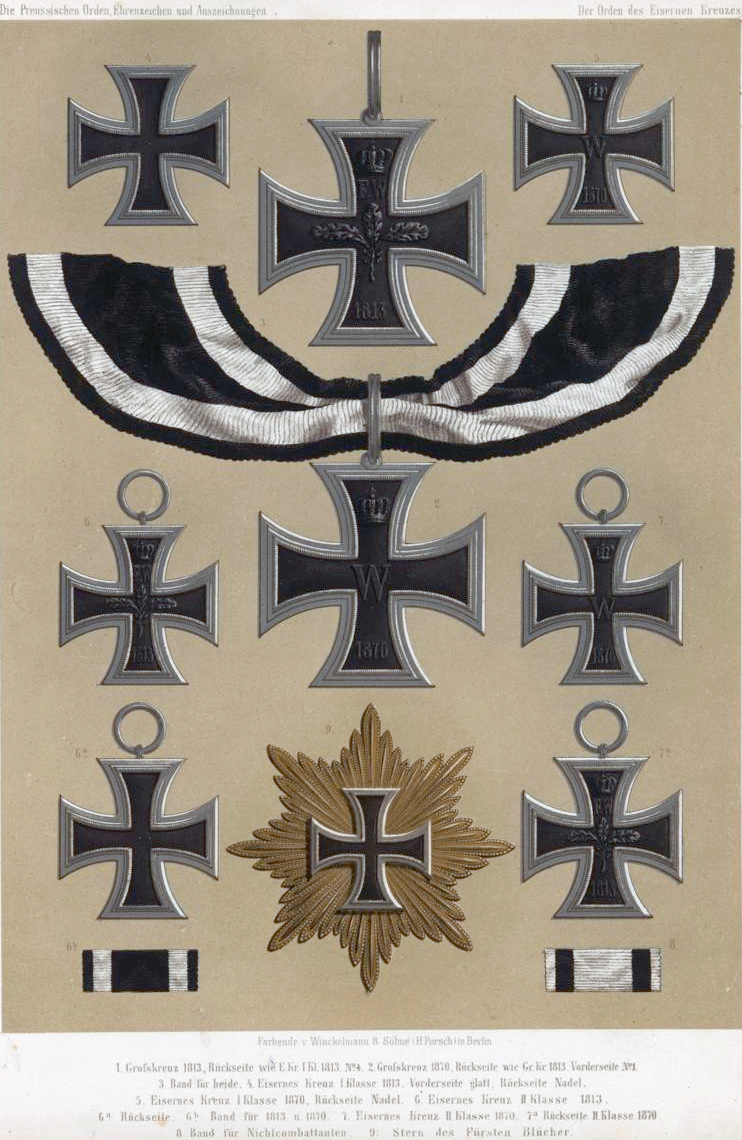
Die verschiedenen Klassen des Eisernen Kreuzes von 1813 und 1870, weiß-schwarzes Band für Nichtkombattanten unten rechts

Das Eiserne Kreuz am weißen Bande, auch Eisernes Kreuz am weiß-schwarzen Bande oder Eisernes Kreuz für Nichtkombattanten, in historischen Abhandlungen über die Träger Abürzung E. K. II. a. w. B., war als Variante des Eisernen Kreuzes II. Klasse eine preußische Kriegsauszeichnung für Nichtkombattanten. Sie wurde in den Befreiungskriegen, im Deutsch-Französischen Krieg und im Ersten Weltkrieg verliehen. Namensgebend ist das weiße Band mit schwarzer Einfassung.

## Geschichte

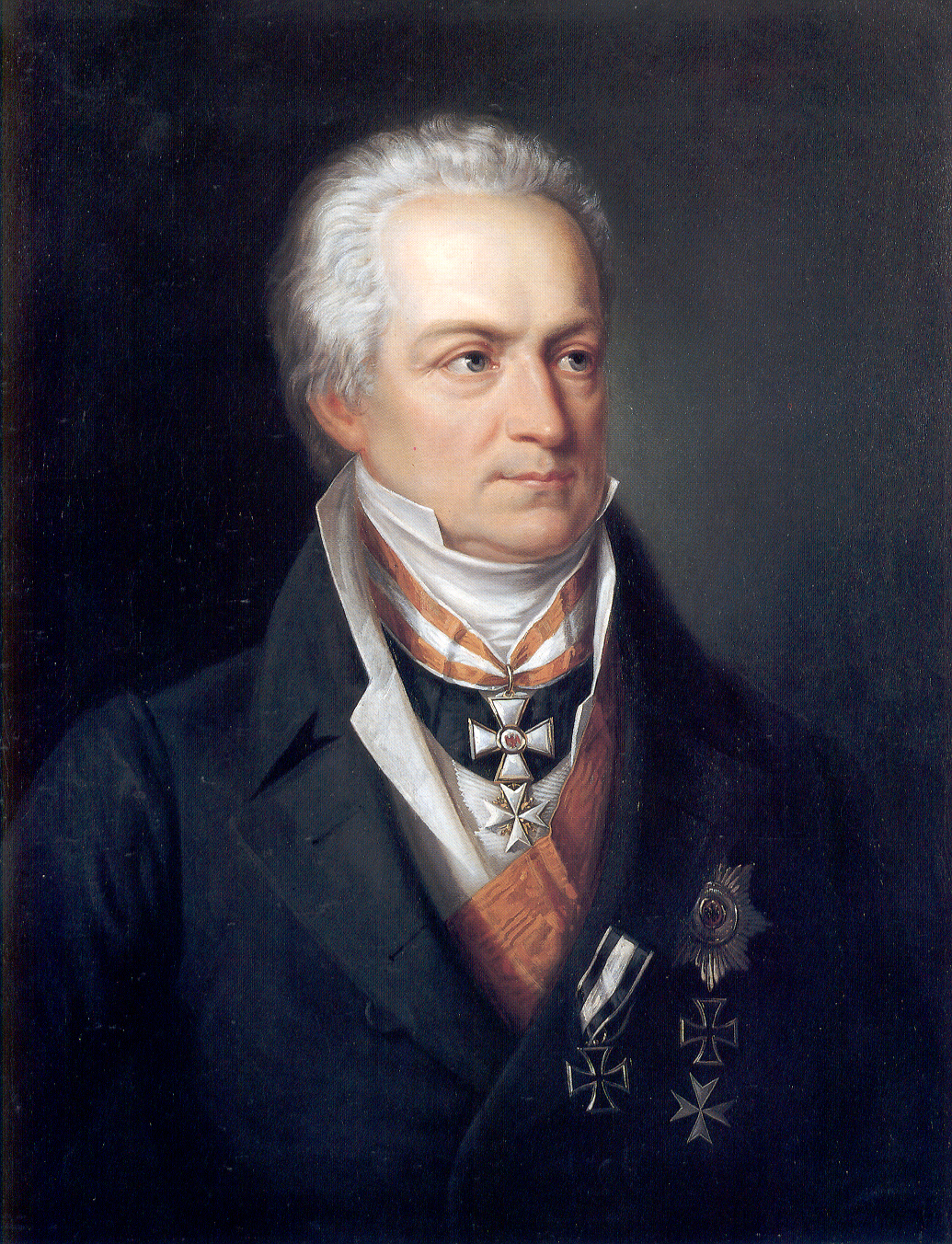
Karl August von Hardenberg mit Eisernem Kreuz am weißen Bande und Eisernem Kreuz I. Klasse

Wie das Eiserne Kreuz am schwarzen (bzw. schwarz-weißen) Bande wurde das Eiserne Kreuz am weißen Bande vom preußischen König Friedrich Wilhelm III. am 10. März 1813 in Breslau für den Verlauf der Befreiungskriege in drei Klassen gestiftet, dem Eisernen Kreuz II. und I. Klasse sowie dem Großkreuz:

„2. Beide Klassen haben ein ganz gleiches in Silber gefaßtes schwarzes Kreuz von Gußeisen, die Vorderseite ohne Inschrift, die Kehrseite zu oberst Unsern Namenszug (F. W.) mit der Krone, in der Mitte drei Eichenblätter und unten die Jahreszahl 1813 und beide Klassen werden an einem schwarzen Bande mit weißer Einfassung, wenn das Verdienst im Kampfe mit dem Feinde erworben ist, und an einem weißen Bande mit schwarzer Einfassung, wenn dies nicht der Fall ist im Knopfloch getragen; die erste Klasse hat neben dieser Dekoration noch ein Kreuz von schwarzem Bande mit weißer Einfassung auf der linken Brust; und das Groß-Kreuz, noch einmal so groß, als das der beiden andern Klassen, wird an dem schwarzen Bande mit weißer Einfassung um den Hals getragen.“

Die I. Klasse konnte nur erworben werden, wenn man bereits mit der II. Klasse ausgezeichnet worden war. Dabei wurde Nichtkombattanten das Eiserne Kreuz I. Klasse nur äußerst selten verliehen: So erhielten von den 374 Trägern des Eisernen Kreuzes am weißen Bande von 1813 nur Wilhelm von Humboldt und Karl August von Hardenberg auch die Auszeichnung der I. Klasse. Im Jahr 1915 wurde der Hapag-Lloyd-Gründer Albert Ballin als Nichtkombattant mit dem Eisernen Kreuz I. Klasse ausgezeichnet, weil er sich um die Organisation des Nachschubs an Rohstoffen und anderen kriegswichtigen Importen im Weltkrieg verdient gemacht hatte. Da das Großkreuz laut der Stiftungsurkunde von 1813 „ausschließlich für eine gewonnene entscheidende Schlacht […], die Wegnahme einer bedeutenden Festung, oder für die anhaltende Vertheidigung einer Festung“ an den jeweiligen Kommandierenden verliehen werden konnte, war eine Verleihung an Nichtkombattanten ausgeschlossen.
Unter den 374 Trägern des Eisernen Kreuzes II. Klasse am weißen Bande von 1813 finden sich 36 Offiziere, acht Minister, 23 Oberpräsidenten, Präsidenten und Vizepräsidenten, sieben Diplomaten, 97 sonstige zivile Beamte, 56 Beamte der Militärverwaltung und elf Kaufleute. Die im Vergleich zu den späteren Kriegen vergleichsweise sehr geringe Zahl von nur 70 Ärzten liegt auch daran, dass gleichzeitig 189 Ärzte das Eiserne Kreuz am schwarzen Bande erhielten.
Im Ersten Weltkrieg gab es etwa 13.000 Verleihungen des Eisernen Kreuzes am weißen Bande (bei über 5 Millionen Verleihungen am schwarzen Bande). Da die Auszeichnung insbesondere im Ersten Weltkrieg oft an Personen aus der Rüstungsindustrie oder der Logistik verliehen wurde, kam für sie der pejorative Name „Schieberkreuz“ auf.
Bei der erneuten Stiftung des Eisernen Kreuzes 1939 entfiel die Version für Nichtkombattanten, das Ordensband für die Kombattanten wurde rot. Anstelle des Eisernen Kreuzes am weißen Bande wurde mit dem Kriegsverdienstkreuz eine eigenständige Auszeichnung gestiftet.

## Trageweise

Ordensband

Die Trageweise unterschied sich nicht von der des Eisernen Kreuzes II. Klasse am schwarzen (bzw. schwarz-weißen) Bande: Das Kreuz wurde vollständig am Bande getragen. An Uniformjacken wurde die II. Klasse im zweiten Knopfloch getragen, seit Mitte des 19. Jahrhunderts aus praktischen Gründen allerdings nur noch am Tag der Verleihung oder zu besonderen Anlässen in voller Größe. Stattdessen konnte das Ordensband an der Stelle des zweiten Knopfloches mit dem Stoff der Uniformjacke vernäht werden. Die Versionen des Eisernen Kreuzes am schwarzen und am weißen Bande unterschieden sich nur hinsichtlich der Farbe des Bandes.
Für die I. Klasse des Eisernen Kreuzes, die stets in der Originalform als Steckkreuz an der linken Brust getragen wurde, gab es nur eine Version für Kombattanten und Nichtkombattanten. Das am Halsband getragene Großkreuz konnte nur an Kombattanten verliehen werden.
Gegen Ende des 19. Jahrhunderts kam das Tragen von großen und kleinen Ordensspangen auf, bei denen im Normalfall ebenfalls nur das Band auf einem Messing- oder Blechträger getragen wurde. Nach 1914 wurde für Personen, die bereits ein Eisernes Kreuz aus dem Deutsch-Französischen Krieg besaßen, eine Wiederholungsspange eingeführt, die auch beim  Eisernen Kreuz am weißen Bande oberhalb des Originalkreuzes zu tragen war.

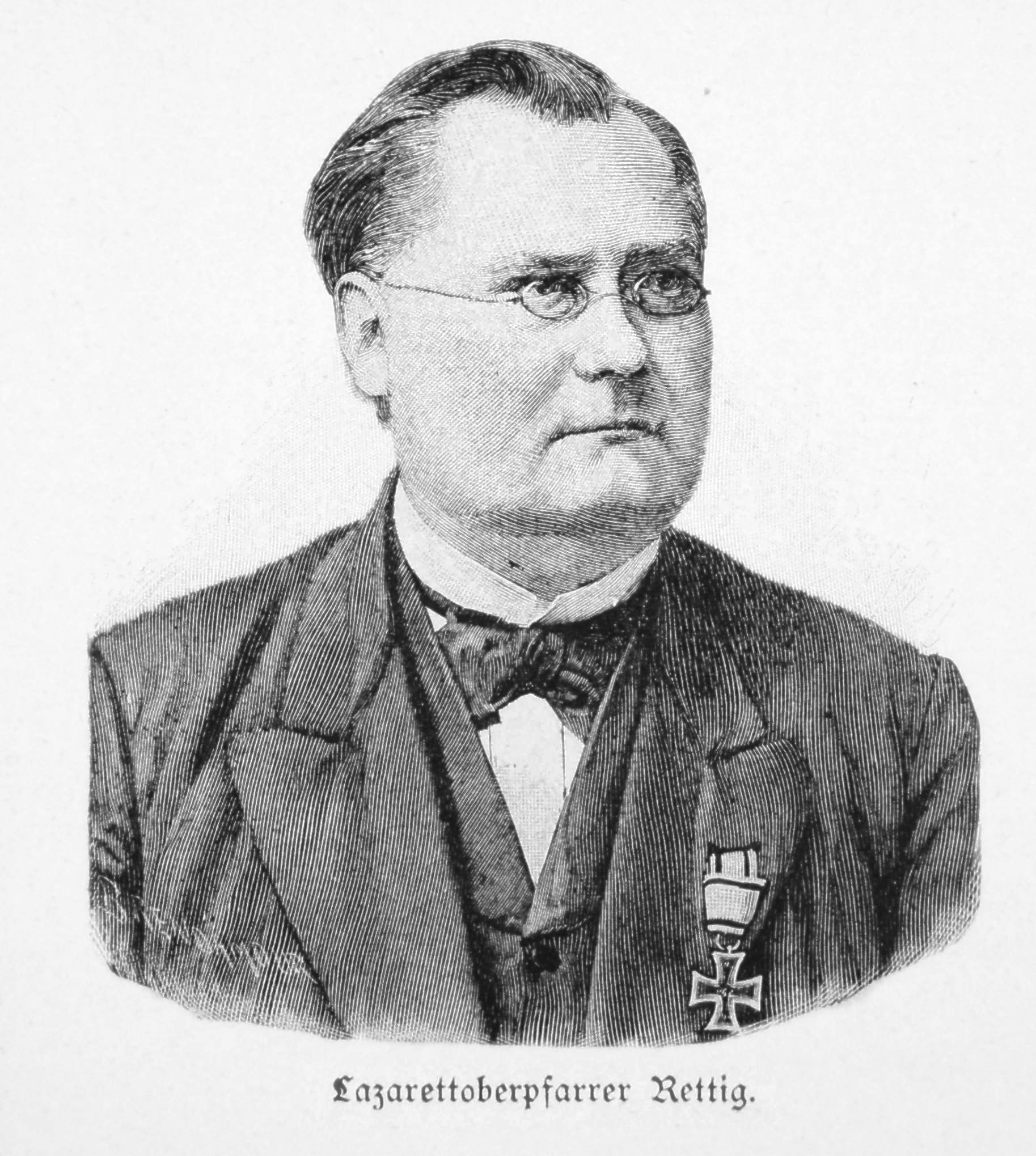
Lazarettoberpfarrer Rettig (1870)
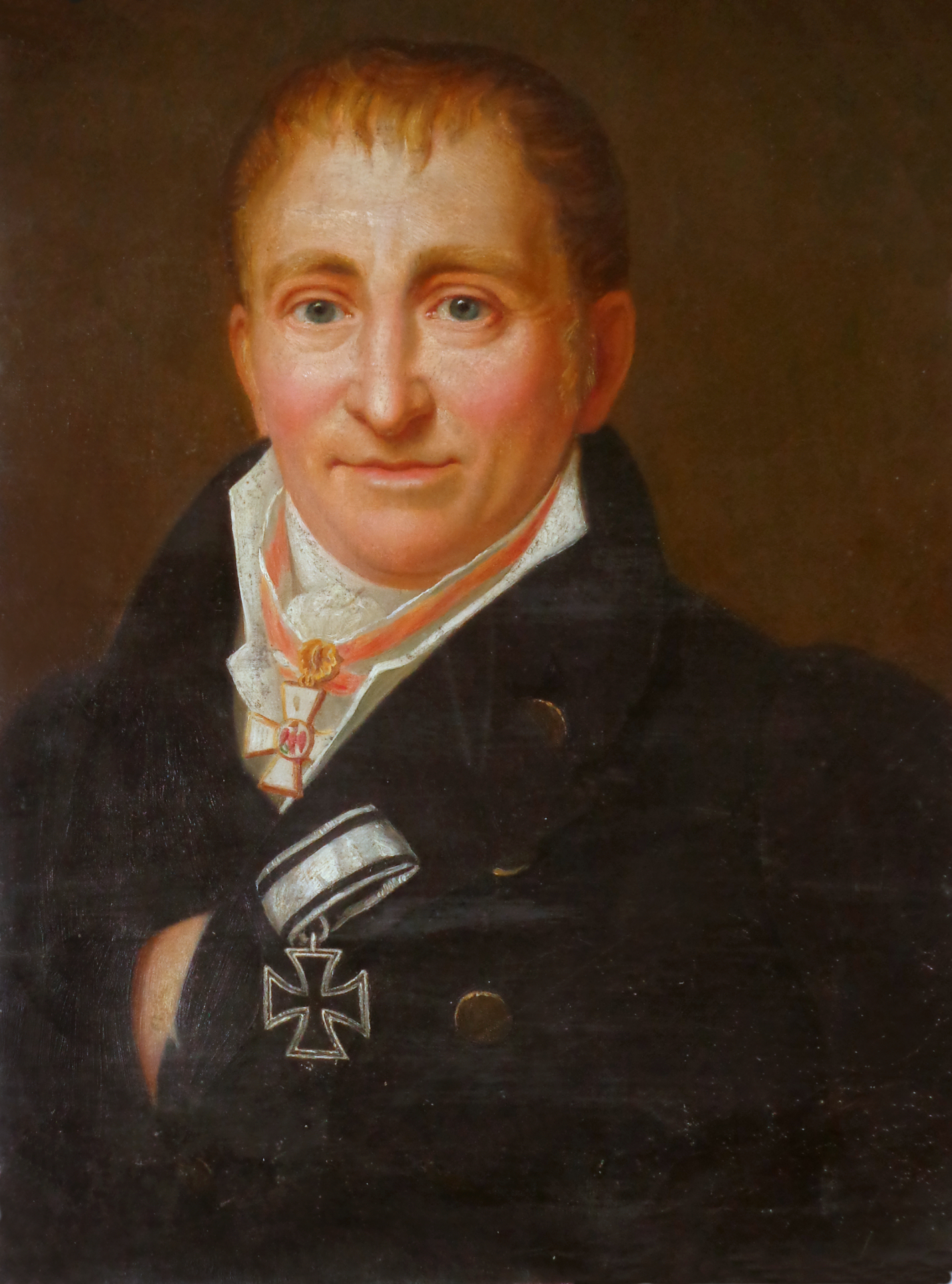
Unbekannter Adliger (vor 1850)